# Tancoco (kommun)
Tancoco är en kommun i Mexiko.   Den ligger i delstaten Veracruz, i den sydöstra delen av landet, 250 km nordost om huvudstaden Mexico City.
Följande samhällen finns i Tancoco:
- Zacamixtle
- Ignacio Zaragoza
- La Mora
- Doctor Liceaga
- Agua Salada
- Adalberto Tejeda